# 아이신기오로 아달리
아이신기오로 아달리(愛新覺羅阿達禮, ᠠᡩ᠋ᠠᠯᡳ, Adali, 1624.11.7-1643.9.30)는 청(淸) 태조(太祖) 누르하치(努爾哈赤, Nurhaci)의 증손자, 예렬친왕(禮烈親王) 다이샨(代善, Daišan)의 손자, 다이샨의 삼남 사할리얀(薩哈璘)의 장남이다. 아달리라는 이름은 만주어로 '같다(相同)'는 뜻이다. 일부 한문 문헌에서는 '阿達里'라고도 기록되어 있다.

## 생애
숭덕(崇德) 원년(1636), 아버지 사할리얀이 사망하면서 영군왕(穎郡王) 작위를 세습받았다. 숭덕 3년(1638), 청의 대군을 따라 칼카(喀爾喀) 토벌에 나섰다. 숭덕 5년(1640) 5월, 지르갈랑(濟爾哈朗, Jirgalang)과 함께 의주(義州)에 주둔하였고, 몽골 다라특부(多羅特部)의 귀순을 영접하였으며, 저항하는 금주(錦州)의 행산(杏山), 송산(松山)의 명군을 격파하였다. 퇴군 이후, 아달리는 어구양마(御廄良馬, 황실 마구의 좋은 말) 1필을 포상으로 하사받았다. 숭덕 6년(1641), 금주를 포위공격하였고, 성안의 몽고 타이지(台吉) 놈치(諾木齊)와 우바시(吳巴什) 등의 항복을 받았으며, 금주 남산(南山) 서쪽 언덕에 있던 명군 구원병을 격파하였다. 명군은 송산에서 다시 군열을 정돈하였고, 청군은 송산을 포위 공격하였으며, 아달리는 공격해 오는 명군을 격파하여 1400여 급의 수급을 노획하였다. 숭덕 7년(1642), 명군이 연해에서 진병하여 구원하려 하자, 청군은 송산성 아래에 임박하여 원군을 섬멸하였다. 명 장수 하승덕(夏承德)은 내응을 약속하였고 밤에 청군은 사다리로 성을 올랐으며, 마침내 송산을 공격하여 함락하였다. 이른바 송금 전투(松錦之戰) 이후 논공행상을 거쳐 아달리는 안마(鞍馬) 1필과 망단(蟒緞) 90필을 하사받았다. 다시 아달리는 예부(禮部) 업무를 관장하고 의정(議政) 직함을 수여하였다. 이전에 황상이 독공전(篤恭殿)에 왕림하자 친왕(親王) 이하 신하들은 시립해야 했으나, 쇼토(碩託)는 예의 제도를 정하여 황제의 어전과 연회는 친왕 이하가 모두 무릎을 꿇고 영접하였으며 황제가 계단을 올랐을 때야 자리에서 일어나거나 어가를 돌려 청녕궁(淸寧宮)으로 돌아갈 때에도 이렇게 해야 한다고 상주하였다. 이후 버일러(貝勒) 아바타이(阿巴泰)는 명의 계주(薊州) 원정에 나서자 아달리는 도도(多鐸)와 함께 영원(寧遠)에 주둔하여 명군을 막아섰다. 숭덕 8년(1643), 청 태종(太宗) 홍타이지(皇太極, Hong Taiji)가 사망하자, 쇼토와 아달리는 예친왕(睿親王) 도르곤(多爾袞)을 옹립하는 것을 획책하였다가 발각되어 유배되어 처형되었다.

## 참고문헌
- 『청사고(淸史稿)』 「열전(列傳)3」제왕(諸王)2
- 『청사고(淸史稿)』 「표(表)2」 황자세표(皇子世表)2
- 『애신각라종보(愛新覺羅宗譜)』 「옥책(玉冊)」(만주황실의 족보인 옥첩玉牒의 마지막) 78쪽